# BBK 일렉트로닉스
BBK 일렉트로닉스 코퍼레이션 (영어: BBK Electronics coperation 중국어: 广东步步高电子工业有限公司)은 중화인민공화국의 전자제품 기업이다. 주로 텔레비전 세트, MP3 플레이어, 디지털 카메라, 스마트폰 등을 제조 및 판매하며, 오포, 원플러스 등과 같은 여러 스마트폰 브랜드를 소유하고 있다. 특히, 오포 일렉트로닉스는 오포 디지탈을 자회사를 두어 스마트폰 뿐만 아니라, Blu-ray 플레이어, 헤드폰 및 헤드폰 중폭기 등을 제조 및 판매한다. 본사 및 공장은 중국 광둥성 둥관 시에 위치한다.
또한, 'imoo'라는 또다른 스마트폰 자매 브랜드를 출시할 예정이다.
무엇보다, 2004년에 미국에서 'Memorex'와 'Philco'라는 브랜드로 생산 및 판매 활동을 하였다.